# كارول آرثر
كارول آرثر (4 أغسطس 1935 - 1 نوفمبر 2020)، هي ممثلة أمريكية.

## وصلات خارجية
- كارول آرثر على موقع IMDb (الإنجليزية)
- كارول آرثر على موقع قاعدة بيانات برودواي على الإنترنت (الإنجليزية)
- كارول آرثر على موقع قاعدة بيانات الفيلم (الإنجليزية)